# ۱۰۰ متر (فیلم)
۱۰۰ متر (اسپانیایی: 100 metros‎) فیلمی اسپانیایی به کارگردانی مارسل بارنا است که در سال ۲۰۱۶ منتشر شد.

## گزیدهٔ بازیگران
- دنی روویرا
- کارا الخالده
- الکساندرا خیمنس
- آلبا ریباس
- ماریا دی میدیروش
- آندرس بلنکوسو
- داوید بِرداگر
- کلارا سگورا